# Liste de personnalités nées à Nantes

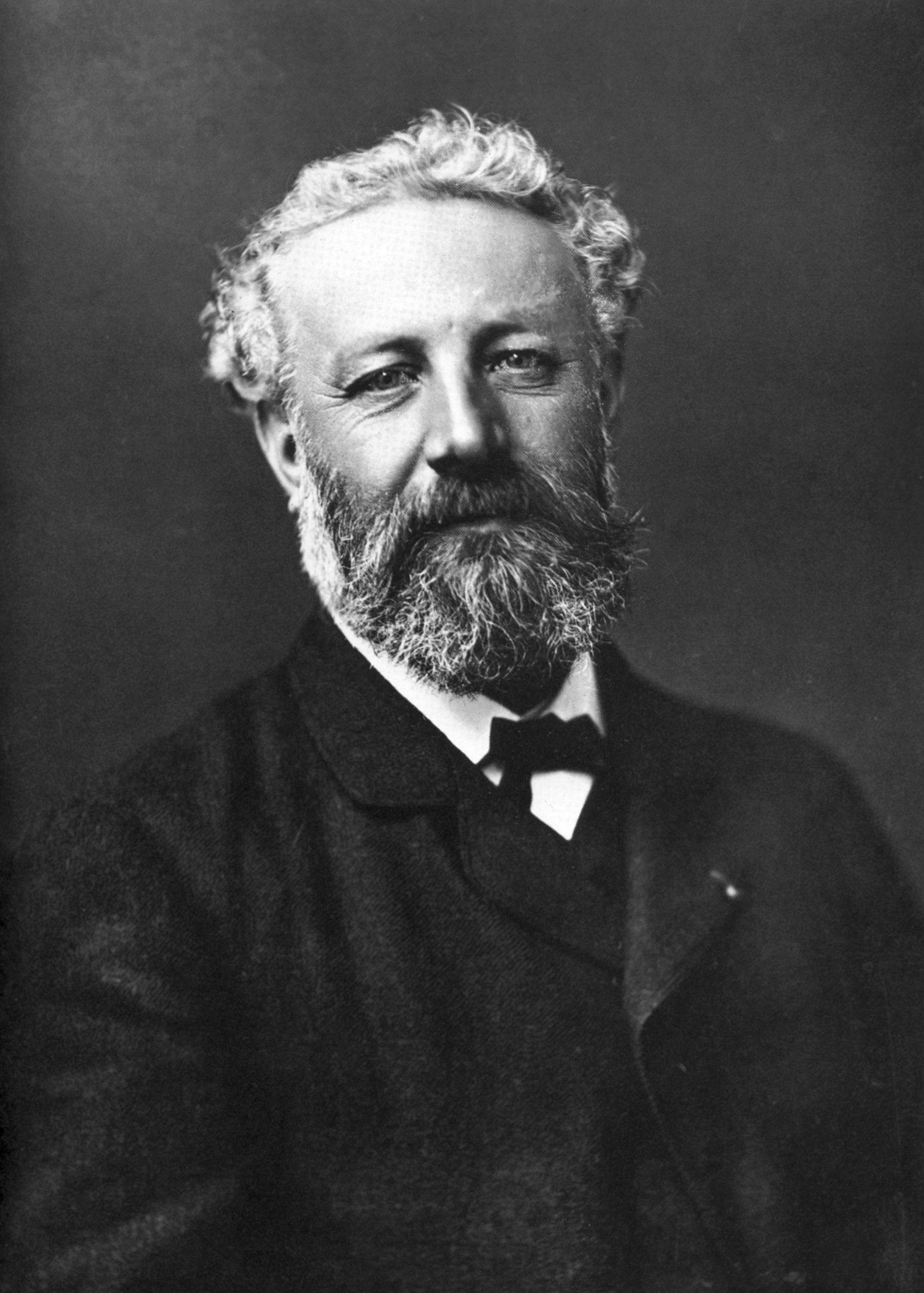
Jules Verne (portrait de Félix Nadar) est sans doute le plus célèbre des Nantais.

Cette liste non exhaustive répertorie des personnalités nées à Nantes en suivant un classement par grandes périodes historiques et, à l'intérieur de chacune d'elles, par ordre alphabétique. Pour chaque personnalité sont donnés le nom, l'année de naissance (déterminant le classement dans l'une des grandes périodes historiques), l'année de décès le cas échéant et la qualité ou profession.

## Célèbres natifs de Nantes

### Antiquité
- Saint Clair (?-?), Premier évêque de l'Église de Nantes (fête le 10 octobre).
- Saint Donatien (?-vers 288-290), martyr chrétien
- Saint Rogatien (?-vers 288-290), martyr chrétien

### Moyen Âge

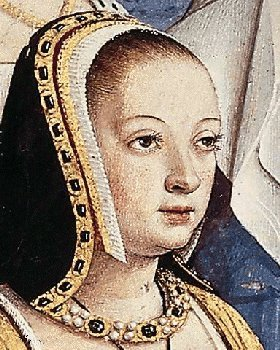
Anne de Bretagne.

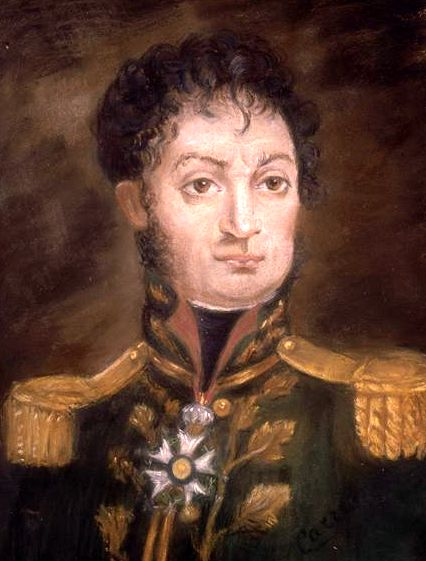
Pierre Cambronne.

- Anne de Bretagne (1477-1514), duchesse de Bretagne et deux fois reine de France
- Arthur Ier (1187-1203), duc de Bretagne
- Saint Martin, dit "de Vertou" (527-601), moine

### Époque moderne
- Jean-Hilaire Belloc (1787-1866), peintre
- Pierre Boaistuau (vers 1500-1566), écrivain
- Germain Boffrand (1667-1754), architecte
- François Bonamy (1710-1786), médecin et botaniste
- François Cacault (1743-1805), diplomate
- Pierre Cacault (1744-1810), peintre
- Frédéric Cailliaud (1787-1869), explorateur
- Pierre Cambronne (1770-1842), général d'Empire
- Jacques Cassard (1672-1740), capitaine de vaisseau et célèbre corsaire
- Mathieu-Augustin, comte Cornet (1750-1832), homme politique français des XVIIIe et XIXe siècles.
- Mathurin Crucy (1749-1826), architecte
- Joachim Darquistade (1688-1724), navigateur et explorateur
- Thomas Dobrée (1781-1828), armateur et négociant
- Pierre Dubern (1735-1810), négociant et manufacturier
- Marin Duval (1625-1699), protestant et un des premiers émigrés américain
- Charles Errard (1606-1689), peintre de Louis XIV et directeur de l'Académie de France à Rome
- Jean-Charles-Marguerite-Guillaume de Grimaud (1750-1799), médecin français.
- Émile Mellinet (1798-1894), général
- François Mellinet (1741-1793), homme d'affaires et député
- Jean-Gaspard Normand (1770-1813), général des armées de la République et de l'Empire, né à Nantes, mort des suites de ses blessures reçues à la bataille de la Bérézina à Vilnius.
- Marie Stanislas Prévost (1776-1831), général des armées de l'Empire y est né et décédé.
- Auguste de Saint-Aignan (1770-1858), diplomate et homme politique
- Armand-Louis de Sérent (1736-1822), militaire et homme politique français des XVIIIe et XIXe siècles.
- Constance de Théis (1767-1845), princesse de Salm-Dyck, femme de lettres et féministe
- Sophie Trébuchet (1772-1821), mère de Victor Hugo
- Mélanie Waldor (1796-1871), écrivain et poète
- Adolphe Toulmouche (1798-1876), docteur en médecine Faculté de médecine de Paris

### XIXesiècle

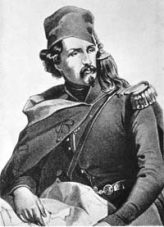
Lamoricière.

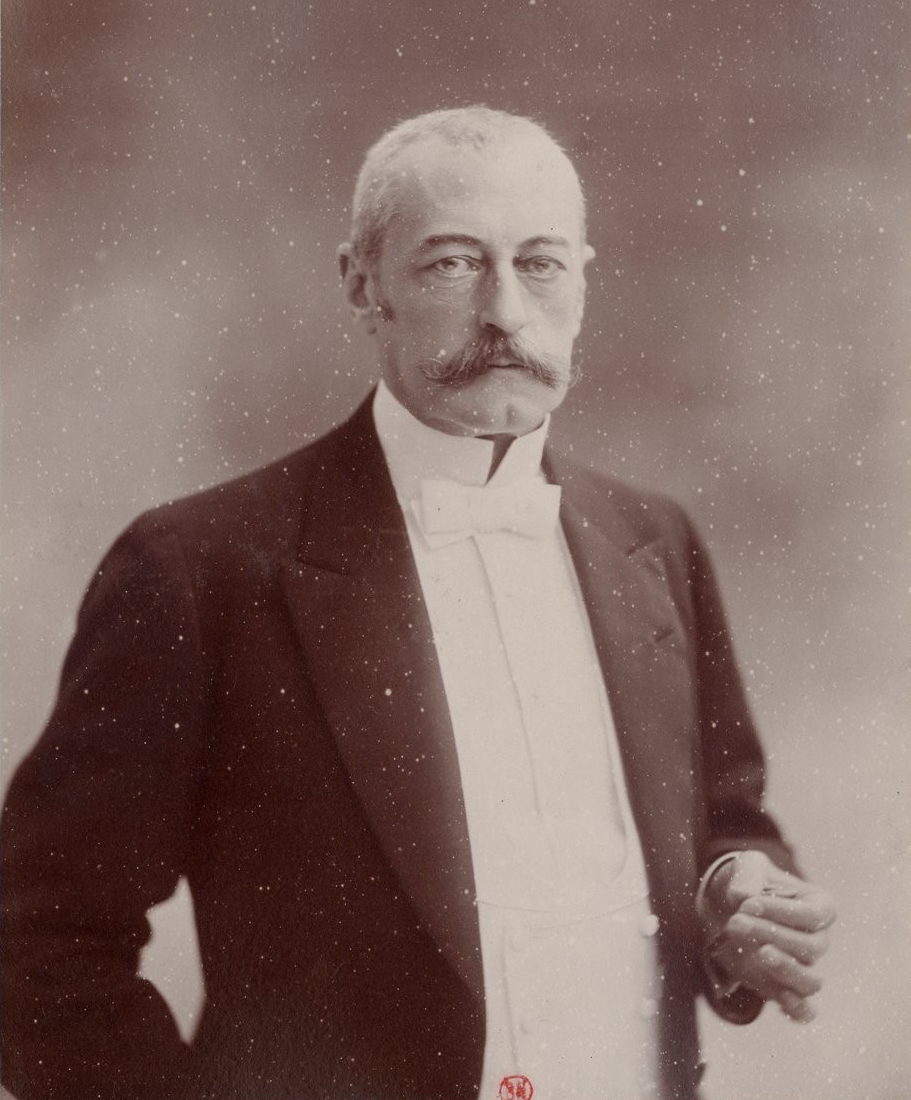
Pierre Waldeck-Rousseau.

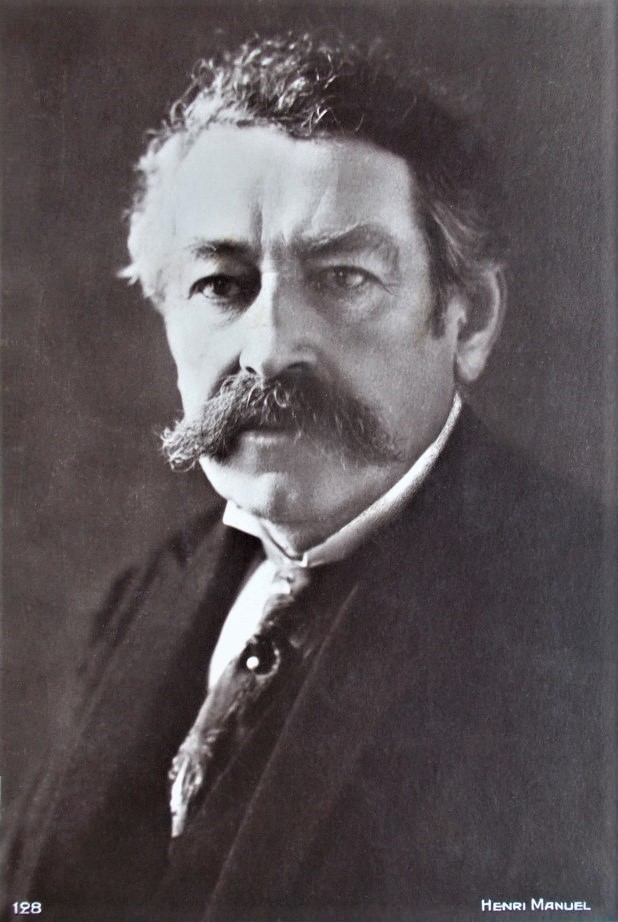
Aristide Briand.

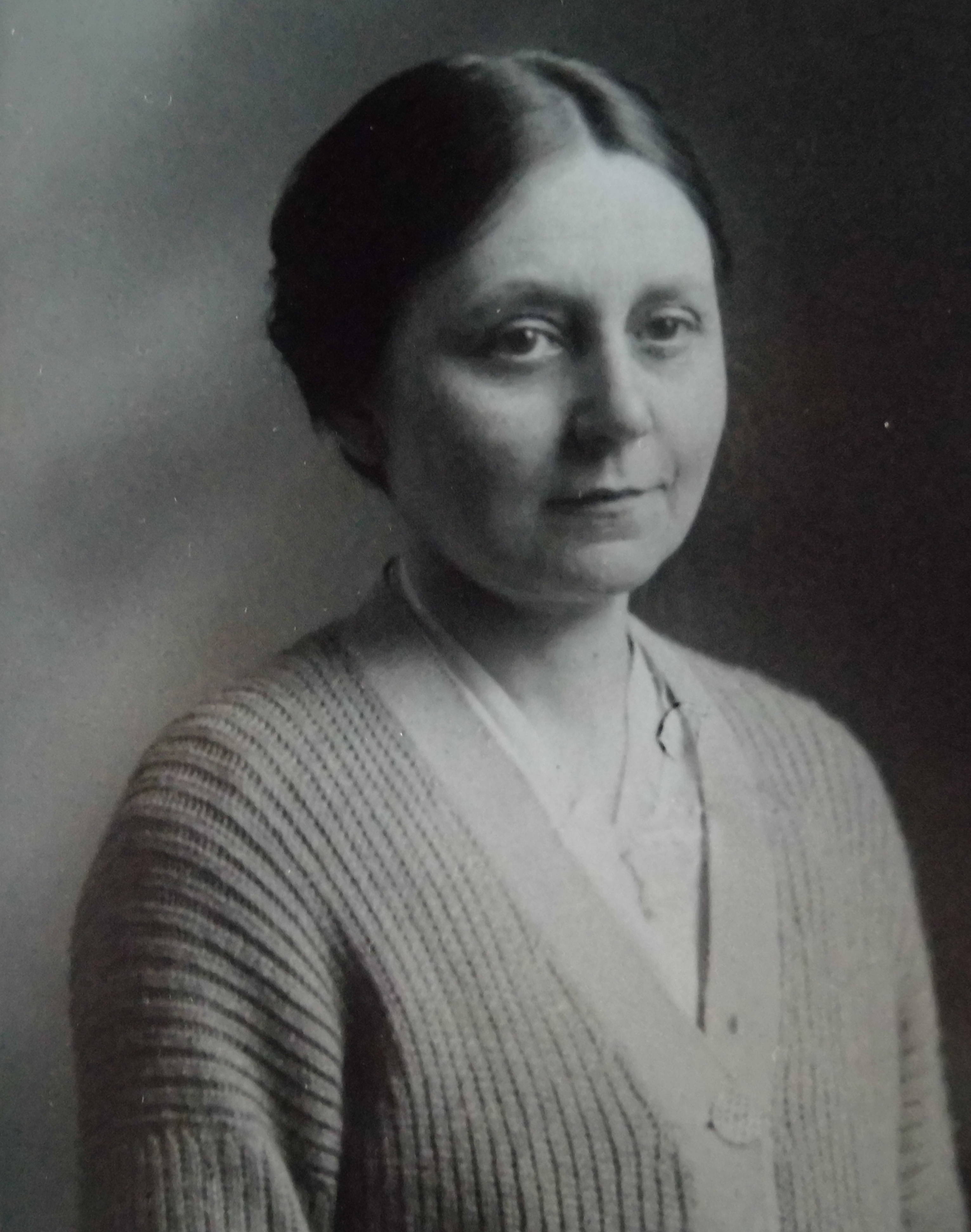
Yvonne Pouzin.

- Sœurs Amadou, chanteuses de rues au XIXe siècle.
- Jules Arnous de Rivière (1830-1905), Écrivain, chroniqueur, imprimeur et Joueur d'échecs
- Antoine Chalot (1825-apr. 1880), peintre d'art sacré, fresquiste
- Joseph Aubert (1849-1924), peintre de sujets religieux
- Frédéric Toulmouche (1850-1909), compositeur d'opéra
- Edy Toulmouche (1886-1923), pianiste compositeur d'opéra fils de Frédéric Toulmouche
- Auguste Toulmouche (1829-1890), peintre
- Marie Toulmouche (1836-1917), peintre et épouse d'Auguste Toulmouche
- Emerand Bardoul (1892-1980), homme politique
- Emmanuel Bertrand-Bocandé (1812-1881), homme d'affaires et administrateur colonial en Casamance
- Louis Blanchard (1876-1936), peintre
- Aristide Briand (1862-1932), homme politique, prix Nobel de la paix 1926
- Jean Brochard (1893-1972), acteur, il sera avec son frère Marcel et le producteur Léo Joannon, l'un des fondateurs des studios de Boulogne à Boulogne-Billancourt.
- Louis de Bussy (1822-1903), ingénieur militaire du génie maritime concepteur des premiers cuirassés construits en acier[1]
- Claude Cahun (née Lucy Schwob) (1894-1954), photographe et écrivain
- Maurice Chabas (1862-1947), peintre symboliste
- Paul Chabas (1869-1937), peintre, membre de l'Académie des Beaux-Arts, frère de Maurice Chabas
- Joseph-Fleury Chenantais (1809-1868), architecte
- Jules-Albert de Dion (1856-1946), industriel et homme politique
- Jules-Élie Delaunay (1828-1891), peintre néoclassique
- Daniel Ducommun du Locle (1804-1884), sculpteur
- Andrée Deflassieux-Fitremann (1889-1967), écrivain
- Hippolyte-Jules Demolière (1802-1877), écrivain et homme politique
- Madame de Stolz (1820-1898), romancière
- Émile Dezaunay (1854-1938), peintre et graveur
- Thomas Dobrée (1810-1895), collectionneur
- Jules Dupré (1811-1889), peintre
- Marc Elder (1884-1933), écrivain (prix Goncourt 1913) et conservateur du château des ducs de Bretagne
- Charles-Marie-Augustin, comte de Goyon (1803-1870), général de division, aide de camp de Napoléon III et sénateur du Second Empire.
- Jules Grandjouan (1875-1968), dessinateur, peintre et affichiste
- Alfred Heurteaux (1893-1985), aviateur et résistant, Compagnon de la Libération
- Edouard Francis Kirmisson (1848-1927), médecin, orthopédiste et chirurgien
- Jean Émile Laboureur (1877-1943), peintre, dessinateur, graveur et illustrateur
- Paul Ladmirault (1877-1944), musicien
- Charles Lavialle (1894-1965), acteur français
- Lionel de La Laurencie (1861-1933), musicologue
- Louis de Lamoricière (1806-1865), général et homme politique
- Charles-Auguste Lebourg (1829-1906), sculpteur
- Charles Leduc (1831-1911), peintre et graveur
- Henry Jacques Le Même (1897-1997), architecte
- Louis Le Nail (1875-1952), avocat et homme politique
- Charles Le Roux (1814-1895), peintre paysagiste
- Louis Linÿer (1878-1962), avocat et homme politique
- Jean et Joël Martel (1896-1966), jumeaux, sculpteurs et décorateurs, décédés à 6 mois d'intervalle.
- Maxime Maufra (1861-1918), peintre
- Edgar Maxence (1871-1954), peintre symboliste
- Jean Metzinger (1883-1956), peintre et graveur
- Alice Milliat (1884-1957), nageuse et rameuse puis dirigeante sportive.
- Émile Molinier (1857-1906), conservateur et historien de l'art
- Charles Monselet (1825-1888), journaliste et écrivain
- Auguste Pageot (1884-1962), homme politique
- Armand Pillot (1892-1953), homme politique
- Marcel Planiol (1853-1931), juriste
- Yvonne Pouzin (1884-1947), première femme praticien hospitalier en France, épouse de Joseph Malègue.
- François Richard (1819-1908), archevêque de Paris
- Pierre Roy (1880-1950), peintre
- Clémence Royer (1830-1902), philosophe et scientifique
- Charles Rozan (1824-1905), écrivain
- Jean Sarment (1897-1976), acteur et auteur dramatique
- Gaston Serpette (1846-1904), musicien, compositeur et chef d'orchestre
- James Tissot (1836-1902), peintre
- Émile Vallin (1833-1924), médecin militaire
- Jules Verne (1828-1905), écrivain
- Félix de Vial (1864-1949), général
- Louis Vuillemin (1879-1929), compositeur, musicologue
- Pierre Waldeck-Rousseau (1846-1904), homme politique

### XXesiècle

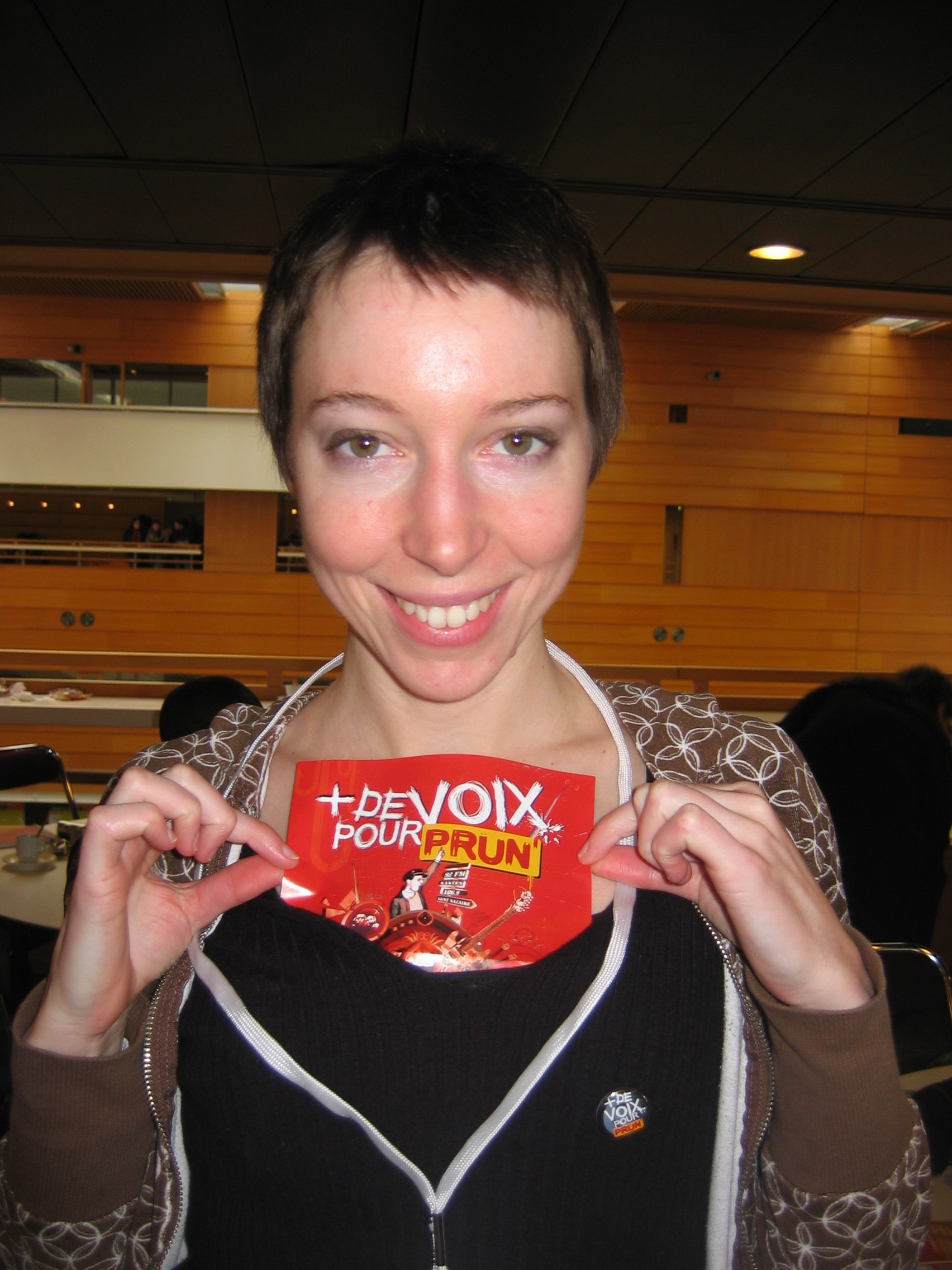
Jeanne Cherhal.

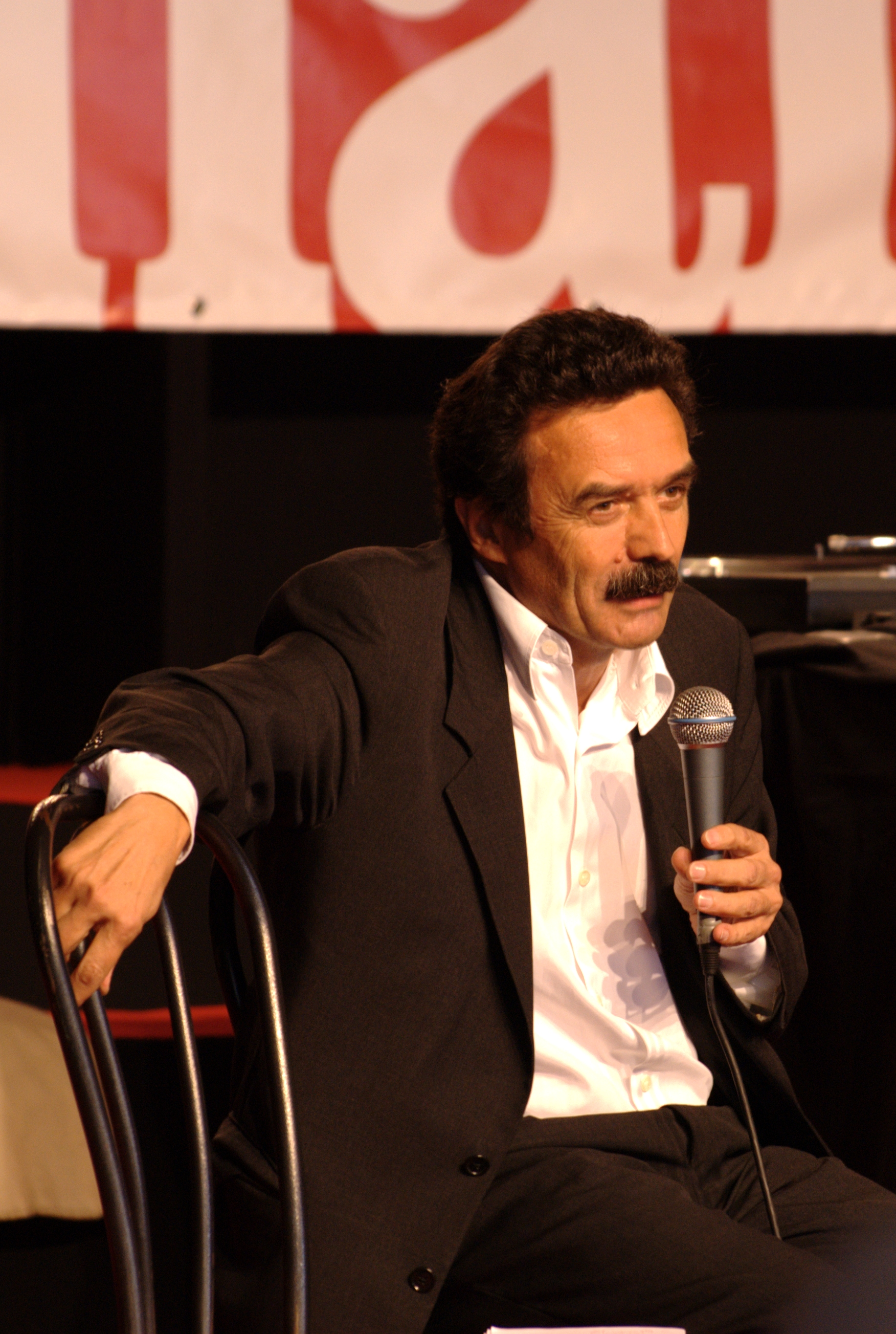
Edwy Plenel.

- Sarah Abitbol (1975), patineuse artistique
- Jean-Pierre Abraham (1936-2003), écrivain
- Marie-Hélène Aubert (1955), femme politique
- Loïc Amisse (1954), footballeur
- René Babonneau (1904-1963), militaire, Compagnon de la Libération
- Jean-Pierre Bazin (1947-), homme politique
- Yvon Bertin (1953), cycliste sur route
- Benoît Bertrand (1960), évêque de Pontoise
- Rémi Blanchard (1958-1993), peintre
- Julien Boisselier (1970), acteur
- Franck Borotra (1937), homme politique
- Pierre-Ambroise Bosse (1992), athlète de demi-fond.
- Jean-Claude Boulard (1943), sénateur et maire du Mans.
- Gildas Bourdais (1939), écrivain, ufologue
- Michel Bourdais (1943), dessinateur, photographe, cinéaste, didacticien, pédagogue et auteur d’ouvrages divers.
- Claire Bretécher (1940-2020), dessinatrice
- Camille Bryen (1907-1977), peintre
- Marc Caro (1956), réalisateur, acteur, scénariste et artiste
- Cannelle Carré-Cassaigne (1995), actrice
- Théodule Carré-Cassaigne (1990), acteur
- Jeanne Cherhal (1978), musicienne et chanteuse
- Élisabeth Cibot (1970), sculptrice
- Philippe Cognée (1957), peintre
- Noël Couëdel (1942), journaliste et homme de médias
- Jean-François Dehecq (1940), PDG de Sanofi Aventis
- Jean Demozay (1915-1945), alias Morlaix, aviateur, Compagnon de la Libération
- Benjamin Flao (1975), scénariste et dessinateur de bande dessinée
- Joachim Garraud (1968), disc-jockey
- Jean Graton (1923), scénariste et dessinateur de bande dessinée
- Laure Guibert (1968), actrice, animatrice de télévision, peintre, sculptrice
- René Guignaudeau (1909-1969), coureur cycliste
- James Guitet (1925-2010), peintre et graveur
- Linda Hardy (1973), Miss France 1992, actrice
- Barbara Harel (1977), judoka
- Vincent Hervouët (1957), journaliste
- Charles Homualk (1909 - 1996), illustrateur
- Jean-Loup Hubert (1949), cinéaste
- Lilian Jégou (1976), cycliste sur route
- Bertrand Jochaud du Plessix (1902-1940), aviateur, Compagnon de la Libération, Mort pour la France le 30 juin 1940 à Gibraltar
- Patrick Jouin (1967), designer
- Nathalie Karsenti (1971), actrice, journaliste et animatrice.
- Julia Kerninon (1987), écrivain
- Laurent Kerusoré (1974), acteur
- Célestin Lainé (1908-1983), militant nationaliste breton
- Morvan Lebesque (1911-1970), journaliste
- Éric Le Brun (1971), auteur de BD
- Olivier Leborgne (1963), évêque d'Arras
- Hugo Leclercq (1994), disc jockey et producteur de musique connu en tant que Madeon
- René Legrand (1923-1996), artiste peintre abstrait de l'École de Paris
- Jacques Legras (1923-2006), comédien
- Paul Lemoine (1917-2006), pédiatre
- Héloïse Letissier (1988), artiste connue en tant que Christine and the Queens
- René Levrel (1900-1981), peintre et lithographe
- Fabrice Loiseau (1966), prêtre catholique français, fondateur et supérieur des Missionnaires de la Miséricorde Divine
- Wilfrid Lupano (1971), scénariste de BD
- Jean Mahé (1917-1946), aviateur, Compagnon de la Libération. Une rue de Nantes porte son nom.
- Yves Mahé (1919-1962), frère du précédent, également aviateur et Compagnon de la Libération.
- Bernadette Malgorn (1951), haute fonctionnaire
- Patrice Martin (1964), skieur nautique
- Jean Maurel (1960-2012), navigateur
- José Oubrerie (1932-2024), architecte
- Alain Page (alias Jean-Emmanuel Conil), (1929), écrivain et scénariste
- Stéphane Pajot (alias James Fortune), (1966), journaliste, auteur
- Denys de La Patellière (1921-2013), réalisateur
- Alain-Dominique Perrin (1942), homme d'affaires
- Claude Perron (1966), comédienne
- Jean-François Perroy (1957), peintre pochoiriste connu en tant que Jef Aérosol
- Loïck Peyron (1959), skippeur
- Edwy Plenel  (1952), journaliste
- Nicole Questiaux (1930), haute fonctionnaire et femme politique
- Ulrich Ramé (1972), footballeur
- Paul Louis Rossi (1933), poète et écrivain
- Lalou Roucayrol (1964), navigateur
- Yann Savel (1972), auteur-compositeur-interprète
- Claude Sérillon (1950), journaliste
- Thierry Solère (1971), personnalité politique
- Jacques Sourdille (1922-1996), personnalité politique
- Lionel Stoléru (1937-2016), économiste et homme politique
- Ahmed Sylla (1990), humoriste et acteur
- Éric Tabarly (1931-1998), navigateur
- Hervé Tanquerelle (1972), dessinateur de BD
- Sylvie Tellier (1978), Miss France 2002 et directrice générale de la société Miss France
- David Terrien (1976), pilote de course automobile
- Alain Thomas (1942), peintre
- Jérémy Toulalan (1983), footballeur
- Caroline Vigneaux (1975), humoriste
- Armel de Wismes (1922-2009), écrivain et historien
- Gabrielle Wittkop (1920-2002), écrivaine